# Way Down East (filme de 1935)
Way Down East (Brasil: Inocente Pecadora ) é um filme norte-americano de romance e drama de 1935 dirigido por Henry King, estrelado por Rochelle Hudson e Henry Fonda, além de Slim Summerville, Margaret Hamilton, Andy Devine e Spring Byington.
É uma refilmagem do clássico filme mudo de 1920, dirigido por D. W. Griffith, Way Down East, estrelado por Lillian Gish, e que foi baseado na peça teatral de 1897 escrita por Lottie Blair Parker.

## Roteiro
Uma família vivendo em uma fazenda no Maine leva uma garota para morar com eles, sem saber que a mulher não é aquilo que aparenta e tem um segredo no passado que ela não contou a eles.

## Elenco
- Rochelle Hudson como Anna Moore
- Henry Fonda como David Bartlett
- Slim Summerville como Constable Seth Holcomb
- Edward Trevor como Lennox Sanderson
- Margaret Hamilton como Martha Perkins
- Russell Simpson como Squire Amasa Bartlett
- Andy Devine como Hi Holler
- Spring Byington como Mrs. Louisa Bartlett
- Astrid Allwyn como Kate
- Sara Haden como Cordelia Peabody
- Al Lydell como Hank Woolwine
- Harry C. Bradley como Mr. Peabody
- Phil La Toska como Abner
- Clem Bevans como Doc Wiggin
- Kay Hammond como Mrs. Emma Stackpole